# Corneli Sabí
Corneli Sabí (en llatí Cornelius Sabinus) va ser un militar romà.
Era tribú de la guàrdia pretoriana i després de Cassi Querea va ser el principal conspirador contra la vida de Calígula i li va donar un dels cops d'espasa que el van matar. Quan Querea va ser executat per orde de Claudi, Sabí es va suïcidar, ja que no volia sobreviure al seu amic i associat en el fet gloriós del magnicidi.